# Flammen über Fernost
Flammen über Fernost (Original: The Purple Plain) ist ein britisches Kriegsdrama des Regisseurs Robert Parrish. Der Film basiert auf einem Roman Herbert Ernest Bates und wurde von Eric Ambler für die Filmleinwand adaptiert. Die Hauptrollen bekleiden Gregory Peck, Win Min Than und Bernard Lee. Die Erstaufführung fand am 18. März 1954 statt.
Deutsche Alternativtitel sind Höllenflug und Staffelkapitän Forrester.

## Handlung
Burma 1945, während des Zweiten Weltkriegs: Der Tod seiner Frau durch einen Bombenangriff in London hat Major Forrester verbittert. Das Leben hat für den waghalsigen Piloten keinen Sinn mehr. Unbarmherzig befehligt er eine Staffel Mosquito-Jagdbomber im Dschungel von Burma. Bei jedem Einsatz setzt er sein Leben und das Leben seiner Staffelkameraden aufs Spiel. Bei einem dieser Einsätze wird sein Beobachter verletzt. Forresters Einstellung und die Abgeschlossenheit der sonnenglühenden und undurchdringlichen Dschungelgebiete lastet schwer auf den Nerven der Männer. Der Kommandeur und der Arzt Dr. Harris befürchten, dass sich Forresters Verhalten auf die ganze Einheit auswirken könnte, wenn nicht bald etwas Entscheidendes geschieht.
Um ihn auf andere Gedanken zu bringen, nimmt Dr. Harris Forrester zu einem Besuch in ein einheimisches Lager und zu einer Missionsstation mit. Hier lernt Forrester die einheimische Anna kennen und verliebt sich in sie. Bei einem Bombenangriff der Japaner wird das Lager in Brand geschossen. Anna und Forrester helfen, so gut sie können. Sie verbringen zwei Tage zusammen, bevor Forrester plötzlich abberufen wird.
Forrester wird der neue Beobachter Carrington zugeteilt. Bei einem Routineflug muss Forrester mit ihm und Leutnant Blore, den er zu einem anderen Stützpunkt fliegen soll, im Feindgebiet notlanden. Ein Motor hat Feuer gefangen. Ein Weiterflug oder eine Rückkehr ist unmöglich. Carrington bricht sich bei der Notlandung das Bein. Blore, ein neurotischer und übergenauer Offizier, liegt ständig im Streit mit Forrester, den er für verrückt hält. Er will vor Ort auf Hilfe warten. Forrester, der selbst unter Angstzuständen leidet, setzt sich jedoch durch. Er will sich aufgrund der schmalen Wasserration zu den eigenen Linien durchschlagen. Blore und Forrester tragen Carrington auf einer Trage quer durch den Dschungel.
Eines Morgens ist Blore mit dem Wasser verschwunden. Forrester verfolgt ihn, er hört aber nur noch den Schuss, mit dem sich Blore in einem Anfall geistiger Umnachtung selbst tötet. Jetzt schleppt Forrester den verwundeten Carrington allein durch den Dschungel, bis er einsieht, dass er so nicht mehr zum Ziel kommen wird. An einer geschützten Stelle lässt er Carrington zurück und schleppt sich die letzten Meilen allein durch den Dschungel, nicht zuletzt auch getrieben durch seine neue Liebe. In letzter Minute erreicht er sein Ziel, Carrington wird ebenfalls gerettet. Forrester und Anna beginnen ein neues Leben.

## Kritiken
„Packend realistische Darstellung eines unbarmherzigen Durstmarsches, verbunden mit einer behutsam erzählten Liebesgeschichte in einem psychologisch vertieften Kriegsabenteuer. Alternativtitel: „Staffelkapitän Forrester“ und „Glühender Dschungel“. Die kraftvolle Geschichte überzeugt durch psychologischen Spürsinn und beklemmende Atmosphäre. „The Purple Plain“ (Originaltitel) erhielt vier Nominierungen der britischen Filmakademie.“